# NGC 1308
NGC 1308 is een spiraalvormig sterrenstelsel in het sterrenbeeld Eridanus. Het hemelobject werd op 30 september 1786 ontdekt door de Duits-Britse astronoom William Herschel.

## Synoniemen
- PGC 12643
- MCG -1-9-32